# Ширінга (селище)
Ширінга (рос. Ширинга) — селище Єравнинського району, Бурятії Росії. Входить до складу Сільського поселення Ширінгеське.
Населення — 563 особи (2015 рік).